# Celina Ree
Celina Ree (født 3. marts 1990 i Tølløse) er en dansk sangerinde.
Hendes første single "12. time" blev udsendt i sommeren 2008. Debutalbummet Kortslutning blev efterfølgende udgivet 6. oktober samme år, hvor hun allerede lå på Boogie Listens førsteplads med sin anden single, "Kortslutning", som også var hendes første musikvideo.
Allerede inden udgivelsen af "12. time" havde Celina fået en del opmærksomhed inden. Ud over flere fan- og supportsites rundt om på nettet har der været tæt på 300.000 brugere forbi hendes MySpace-profil.
Ree har været på forsiden af magasinet Frikvarter i september 2008, samme måned som hun havde sin egen miniserie i tv-programmet Boogie.
I marts 2018, udgav hun sin første solosingle i et årti "Aldrig Alene".

## Diskografi

### Studiealbums
- 2008: Kortslutning

### Singler
- 2008: "12. Time"
- 2008: "Kortslutning"
- 2009: "Når Du Rør Ved Mig"
- 2009: "Se Dig Selv I Mig"
- 2018: "Aldrig Alene"

### Gæsteoptrædener
- 2010: "Land's End" (Star Rats feat. Celina Ree)
- 2013: "Stranded" (The Army feat. Celina Ree)
- 2016: "Cherry Trees" (Abo feat. Celina Ree)